# 谷村奈南
谷村 奈南（たにむら なな、1987年9月10日 - ）は、日本の歌手。2007年に歌手デビュー。2020年からはヨガインストラクターとしても活動している。

## 略歴
帝塚山中学校・高等学校、青山学院大学法学部卒業。
3歳から8歳の間、父親の仕事の関係で大阪とハワイ間を往復する生活を送り、ロサンゼルスにも滞在経験があるため、英語が堪能。高校3年のときに地元のイベントでクリスティーナ・アギレラの曲を歌い、スタッフの目に留まった。大学進学に伴い上京すると、デビューの話が持ち上がる。
2007年5月30日、シングル『Again』でデビュー。
2008年12月、3枚目のシングル『JUNGLE DANCE』で第50回日本レコード大賞優秀作品賞を受賞する
2010年3月、青山学院大学を卒業、優秀な成績と学外での様々な活動が認められ「法学部学部長賞」を授与される。
2010年3月から2012年2月にかけて、日本コカ・コーラの炭酸飲料「ファンタ」のテレビCMイメージキャラクターとしてロック・バンド「FANTABAND」を結成、ヴォーカルとして注目を集める。
2011年8月10日、初のアルバム『NANA BEST』を発売。以降、写真集の発売が増えた。
2016年秋、所属事務所を退社。
2018年1月、映画『星くず兄弟の新たな伝説』で女優デビュー。
2018年6月、メルボルンにて、オーストラリアマルコム首相が登壇した「Australian Standfirst」に招待され、パフォーマンスする。
2019年5月、バングラデシュ人民共和国でのライブ、福祉活動が評価され、シェイク・ハシナ首相訪日の際、安倍晋三総理主催の晩餐会に招待される。
2019年11月5日、自身の会社「ONE08株式会社」の設立を発表。
2019年12月、米国Californiaで行われた「CharaExpo USA 2019」のステージMCを務める。
2020年8月13日、ビッグパレットふくしまで開催された東日本大震災復興ライブ「第9回福魂祭」に出演。
2021年5月30日、約5年ぶりとなるシングル曲「The Power of Unity」を発売。
2022年12月、国際政治カンファレンス「CPAC JAPAN」に出演し、日米国家斉唱を披露。

## 人物
資格
- 自身の不調をきっかけに心身のケアに興味を持ったことから、NTI認定米国栄養コンサルタントの資格を取得。
- 2019年にヨガインストラクターの資格を取得し、2020年よりヨガインストラクターとしても活動している。

家族
- 2017年5月17日、プロボクサーの井岡一翔と結婚。自身の30歳の誕生日である同年9月10日、ハワイで挙式を行った。
- 2018年2月3日、都内で結婚披露宴を行った。同年11月11日、離婚を発表。

留学
- 上記の離婚発表にあわせて、半年間のアメリカ留学を発表した。
- 2019年4月3日、アメリカ留学を終えて帰国したことを報告。

## ディスコグラフィ

### シングル
|     | タ イ ト ル                      | 発 売 日       | 最高位        | 備 考                                |
| --- | -------------------------------- | -------------- | ------------- | ------------------------------------ |
| 1st | Again                            | 2007年5月30日  | オリコン55位  | c/w「get it on」「瞳の中のモラル」   |
| 2nd | Say Good-bye                     | 2007年11月14日 | オリコン105位 | c/w「JEALOUS GIRL」「Gimmick」       |
| 3rd | JUNGLE DANCE                     | 2008年5月7日   | オリコン15位  | c/w「Ooh...」「Place of love」       |
| 4th | If I'm not the one/SEXY SENORITA | 2008年8月13日  | オリコン8位   | c/w「忘れないよ〜song for you〜」    |
| 5th | Crazy For You                    | 2009年2月18日  | オリコン10位  | c/w「Noisy」「No Music,No Goodies」  |
| 6th | every-body                       | 2009年7月8日   | オリコン16位  | c/w「GIRLS WANNA BE」「Mind Ya Biz」 |
| 7th | FAR AWAY/Believe you             | 2010年3月24日  | オリコン11位  | c/w「Make It Numb」                  |
| 8th | TOXIC                            | 2010年11月24日 | オリコン39位  | c/w「CIRCUS WORLD」                  |

### アルバム
|     | タ イ ト ル | 発 売 日      | 最高位       | 備 考 |
| --- | ----------- | ------------- | ------------ | ----- |
| 1st | NANA BEST   | 2011年8月10日 | オリコン15位 |       |

### オムニバス・アルバム
| 発売日         | タイトル                                  | 収録曲            |
| -------------- | ----------------------------------------- | ----------------- |
| 2007年11月21日 | VISION FACTORY presents CHRISTMAS HARMONY | 「True My Heart」 |

### 配信限定
| 発売日         | タイトル                           |
| -------------- | ---------------------------------- |
| 2008年10月26日 | SEXY SENORITA〜DJ MAYUMI ☆☆REMIX〜 |
| 2016年3月3日   | DESTINY STAR/Pray for you          |
| 2021年5月30日  | The Power of Unity                 |
| 2022年12月24日 | 祈り                               |
| 2024年10月17日 | LIGHT                              |

### 提供作品
- DA PUMP
  - 「Can't get your love」（2011年）※詞提供（ラップ詞を除く）
  - 「Let me get you now」（2011年）※詞提供

## タイアップ一覧
| タイトル           | タイアップ | 初出                                         |
| ------------------ | --- | -------------------------------------------- |
| Again              | 関西テレビ制作・フジテレビ系ドラマ『鬼嫁日記 いい湯だな』主題歌 | 1stシングル『Again』                         |
| Say Good-bye       | フジテレビ系『志村けんのだいじょうぶだぁII』2007年11月度エンディングテーマ テレビ神奈川『ジャンプ!ジャンプ!ジャンプ!』2007年11月度エンディングテーマ テレビ東京系『流派-R』2007年12月度エンディングテーマ | シングル『Say Good-bye』                     |
| JUNGLE DANCE       | フジテレビ系『HEY!HEY!HEY! MUSIC CHAMP』2008年4・5月度エンディングテーマ | シングル『JUNGLE DANCE』                     |
| If I'm not the one | テレビ朝日系ドラマ『四つの嘘』主題歌 | シングル『If I'm not the one/SEXY SENORITA』 |
| SEXY SENORITA      | TBS系『恋するハニカミ!』2008年8月度エンディングテーマ テレビ朝日『tv asahi BRACH LOUNGE in KAMAKURA』CMソング                                                                                             | シングル『If I'm not the one/SEXY SENORITA』 |
| Crazy For You      | スズキシボレーMW CMソング | シングル『Crazy For You』                    |
| every-body         | スズキシボレーMW CMソング | シングル『every-body』                       |
| GIRLS WANNA BE     | コカ・コーラ 夏のキャンペーン タイアップ曲 | シングル『every-body』                       |
| FAR AWAY           | コーエー・アクションゲーム『北斗無双』イメージソング：マミヤVersion | シングル『FAR AWAY/Believe you』             |
| Believe you        | コーエー・アクションゲーム『北斗無双』イメージソング：ユリアVersion | シングル『FAR AWAY/Believe you』             |
| MY WAY             | NHK-BS1『ガッチャン!世界につながる学生チャンネル』テーマソング | アルバム『NANA BEST』                        |
| GIMME MO           | USAネットワーク『バーン・ノーティス 元スパイの逆襲』DVD・イメージソング | アルバム『NANA BEST』                        |
| TOXIC              | TBS系『CDTV』2010年11月度オープニングテーマ | シングル『TOXIC』                            |

## 出版

### 写真集
1. 奈南（2010年10月15日、ワニブックス、撮影：西田幸樹）ISBN 978-4847043161
2. WILL（2011年8月27日、ワニブックス、撮影：舞山秀一）ISBN 978-4847043901
3. 7（2014年9月7日、ワニブックス、撮影：西田幸樹）ISBN 978-4847046681, ISBN 978-4847046834
4. I am NANA（2015年9月12日、ワニブックス、撮影：NAOKI）ISBN 978-4847047855

## 出演

### CM
- スズキ シボレー・MW（2008年 - 2009年）
- 日本コカ・コーラ Fanta（2010年 - ） - イメージキャラクターとして結成されたFANTAのメンバーとして

### 映画
- 星くず兄弟の新たな伝説（2018年）

## 受賞歴

### 2008年
- 第50回日本レコード大賞 優秀作品賞 （『JUNGLE DANCE』）